# 센마야정
센마야정(千厩町)은 이와테현 니시이와이군에 있었던 정이다. 2005년 9월 20일에 다이토정·히가시야마정·가와사키촌·무로네촌 및 니시이와이군 하나이즈미정과 함께 이치노세키시와 합병해, 새로운 이치노세키시의 일부가 되어 소멸했다.

## 역사

### 지명
헤이안 시대 중반, 료마의 산지로서 알려진 히라이즈미 일원(무쓰 국 이와이 군 히라이즈미와 그 주변지역)에서 융성을 극한 오슈 후지와라씨가, 히라이즈미 근교에 있던 당지역에 1000동의 마사를 세운 것으로부터, 이 땅을, 「지금으로 말하는 마구간」의 의미로 「센마야」라고 부른 것이 지명의 유래라고 전해진다.
고대 말기의 기마 및 기마전술의 명수로도 유명한 미나모토 요시쓰네가 그 능력을 마음껏 발휘할 수 있었던 데에는 양마의 고장인 히라이즈미와 기마술에 능한 오슈 후지와라 씨에게 깊은 친분을 가진 것이 중요한 열쇠였음은 확실하며, 직접적인 사료도 없지만 천구의 말이 짊어진 부분이 있음은 상상하기 어렵다.

### 연혁
- 1889년 4월 1일 - 정촌제 시행에 따라 단독으로 촌제를 시행하였다.
- 1898년 4월 1일 - 센마야 촌이 정으로 승격하여 센마야 정이 성립하였다.
- 1956년 9월 30일 - 이와시미즈촌·오쿠타마촌·고나시촌과 합병해, 새로운 센마야정이 되었다.
- 2005년 9월 20일 - 다이토정·히가시야마정·가와사키촌·무로네촌 및 니시이와이군 하나이즈미정과 함께 이치노세키시와 합병해, 새로운 이치노세키시의 일부가 되었다.

## 교통

### 철도
- 동일본 여객철도
  - 오후나토 선

### 도로
- 국도 284호선
- 국도 456호선